# 白凡記念館
白凡記念館（ペクポムきねんかん 백범기념관）は、ソウル特別市の龍山区にある博物館。孝昌公園内に位置する。2002年10月22日に開館。独立運動家である金九の資料が展示されている。